# 蜀道難
《蜀道難》，是中國古樂府的題目之一，後來演變成文人創作而不配樂演唱的樂府詩。最早在南齊已經出現，梁、陳、唐歷代均有文人創作流傳。李白的《蜀道難》是其中最著名的作品，被評為「奇之又奇」，賀知章閱讀李白此詩，大加讚嘆，稱李白為「謫仙」。

## 概述
郭茂倩《樂府詩集》將《蜀道難》歸類為「相和歌辭」之一，是描述蜀地交通艱險的歌辭。南齊王僧虔的著作《技錄》提到當時有《蜀道難行》，是描述《蜀道難》最早的紀錄。南齊的作品並未流傳保存，現存最早的作品是梁朝梁簡文帝與劉孝威的作品，後續陰鏗、張文琮、李白均有續作：

- 建平督郵道，魚復永安宮。若奏巴渝曲，時當君思中。（梁簡文帝‧二首之一）
- 玉壘高無極，銅梁不可攀。雙流逆巇道，九阪澀陽關。鄧侯束馬去，王生斂轡還。懼身充叱馭，奉玉若猶慳。（劉孝威‧二首之一）
- 王尊奉漢朝，靈關不憚遙。高岷長有雪，陰棧屢經燒。輪摧九折路，騎阻七星橋。蜀道難如此，功名詎可要。（陰鏗）
- 梁山鎮地險，積石阻雲端。深谷下寥廓，層岩上鬱盤。飛梁駕絕嶺，棧道接危巒。攬轡獨長息，方知斯路難。（張文琮）

## 李白的《蜀道難》
在後續文人沿襲相同舊題的創作中，李白的《蜀道難》最富盛名。李白離開蜀地初次到長安，與賀知章會面，李白拿《蜀道難》給賀之章欣賞，賀知章還沒讀完就已多次讚嘆，讚嘆李白「不是人世的人，簡直是天上太白星的化身！」譽李白為「謫仙」，並解下身上所配的金龜換酒，一起歡飲大醉。這首詩被評為是「奇之又奇」的作品，也是李白的代表作之一：
噫吁嚱，危乎高哉，蜀道之難，難於上青天！蠶叢及魚鳧，開國何茫然。爾來四萬八千歲，不與秦塞通人烟。西當太白有鳥道，可以橫絕峨眉巔。地崩山摧壯士死，然後天梯石棧相鉤連。上有六龍回日之高標，下有衝波逆折之回川。黃鶴之飛尚不得過，猿猱欲度愁攀援。青泥何盤盤，百步九折縈巖巒。捫參歷井仰脅息，以手撫膺坐長嘆。問君西遊何時還，畏途巉巖不可攀。但見悲鳥號古木，雄飛雌從繞林間。又聞子規啼夜月，愁空山。蜀道之難，難於上青天，使人聽此凋朱顏。連峯去天不盈尺，枯松倒掛倚絕壁。飛湍瀑流爭喧豗，砯崖轉石萬壑雷。其險也如此，嗟爾遠道之人胡為乎來哉。劍閣崢嶸而崔嵬，一夫當關，萬夫莫開。所守或匪親，化為狼與豺。朝避猛虎，夕避長蛇。磨牙吮血，殺人如麻。錦城雖云樂，不如早還家。蜀道之難難於上青天，側身西望長咨嗟。

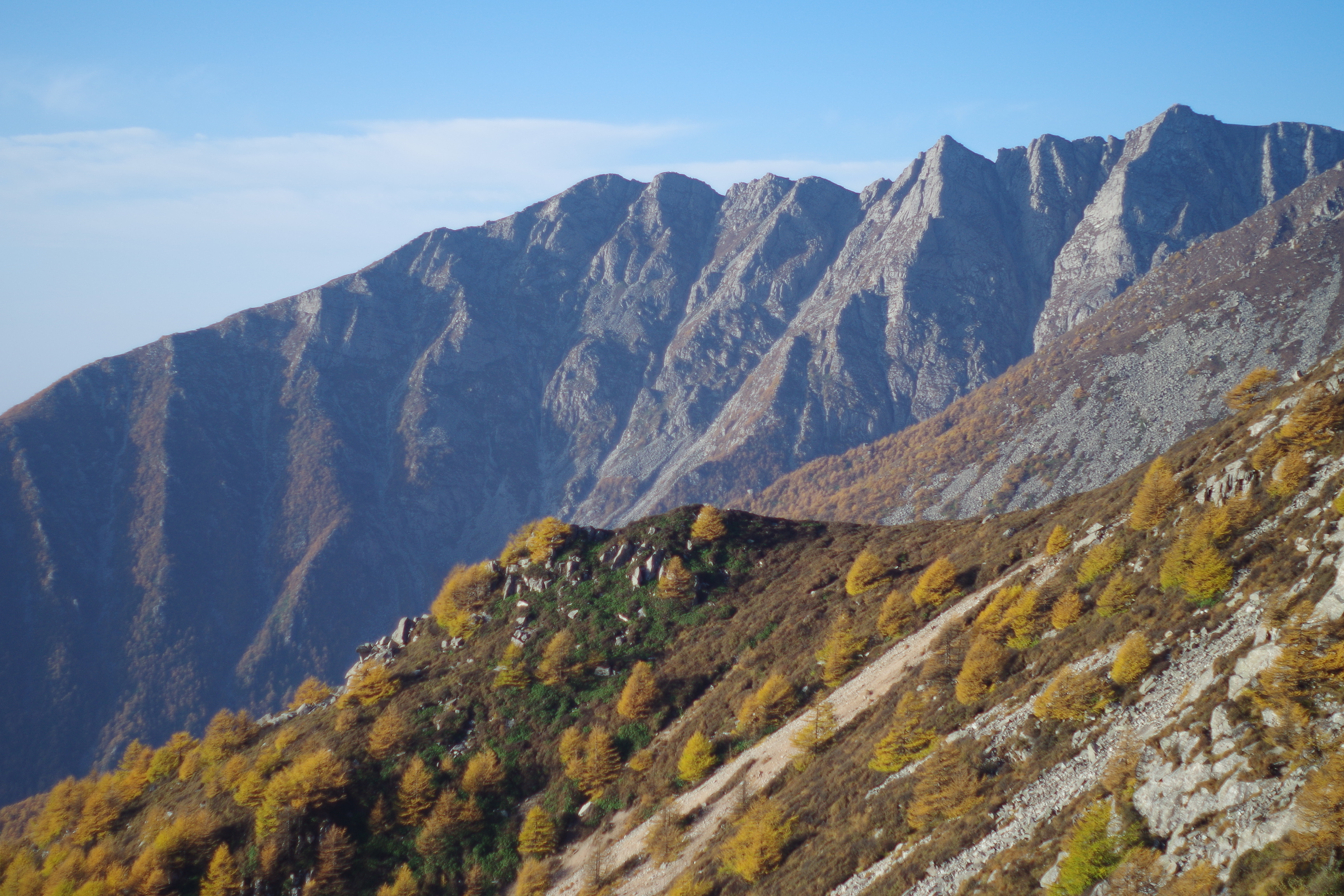
太白山

此詩以蜀地方言感嘆詞「噫吁嚱」起頭，從時空兩方面描繪蜀地交通的艱難，歷數傳說時代帝王蠶叢、魚鳧到秦王開闢蜀地「地崩山摧壯士死」的悲壯，誇飾太白山、峨眉山、青泥嶺的艱險。此詩風格，筆勢縱橫，後世喜好奇險風格的作家如任華、盧仝紛紛有仿作，然而皆不及此詩的成就。
由於此詩名氣高，且李白本人並沒有說明這首詩的創作意旨與時代，從唐朝開始就有相當多與此詩相關的逸聞與猜測，彼此甚至互相牴觸，被研究者形容為「幾如聚訟」。例如《新唐書‧嚴武傳》記載嚴武想要殺害杜甫，李白寫《蜀道難》是諷刺此事。此記載與孟棨《本事詩》記載李白、賀知章會面之事相牴觸：賀知章於744年逝世，726年出生的嚴武當時也僅虛歲十九歲，故兩則記載很難並存。因為《河嶽英靈集》已收錄李白此詩，《蜀道難》應當寫作於天寶年間以前，諷刺嚴武之說可能不可靠。關於本詩意旨，歷代學者的意見可歸納為四類：
1. 譏諷嚴武：嚴武在蜀地擔任節度使，與杜甫友好，然而杜甫偶有言辭得罪嚴武，讓嚴武曾經動念，想要殺掉杜甫。此外嚴武還欺壓被罷免宰相的房琯。范攄等人認為李白寫《蜀道難》，目的是為杜甫、房琯抱不平。[10]《新唐書》及李綽等人，也認為《蜀道難》是譏諷嚴武的作品。[11][8]
2. 譏諷唐玄宗：認為玄宗避安史之亂逃入四川之舉是失策，李白作《蜀道難》諷刺勸諫。如蕭士贇持此說。[12]
3. 譏諷章仇兼瓊：章仇兼瓊曾任劍南節度使。北宋流傳的李白集，《蜀道難》詩題下有註解：「諷章仇兼瓊也。」[9]沈括據此反對《蜀道難》譏諷嚴武的說法。[13]
4. 單純描繪蜀道艱險的創作，無其他寓意。如胡震亨、顧炎武等人持此一說，認為將《蜀道難》視為諷刺一人一事的作品，是穿鑿附會的說法。[14][15]詹鍈進一步比較李白《蜀道難》與《劍閣賦》[16]、《送友人入蜀》[17]，認為彼此描寫頗多類似之處，是同一系列的作品；陰鏗《蜀道難》有「蜀道難如此，功名詎可要」之句，與李白詩「其險也如此，嗟爾遠道之人胡爲乎來哉」意義相似，可看出李白《蜀道難》受到前人影響。[9]